# Jean-Baptiste de Cupis de Camargo
Pour les autres membres de la famille, voir Famille de Cupis de Camargo.
Pour les articles homonymes, voir Cupis et Camargo.
Jean-Baptiste de Cupis de Camargo est un violoniste virtuose et compositeur, né à Bruxelles, baptisé à Saint-Nicolas le 23 novembre 1711 et décédé à Montreuil près de Paris le 30 avril 1788.

## Biographie
Il était le fils de Ferdinand-Joseph de Cupis Camargo, professeur de violon et maître à danser rue de la Montagne à Bruxelles, et d'Anne de Smet.
Il était le frère de la célèbre danseuse Marie-Anne de Camargo et du violoncelliste François Cupis de Renoussard.
Il s'établit à Paris où il épousa Constance Dufour, fille d'un bourgeois de Paris, qui le rendit père de deux garçons, Jean-Baptiste et Marc-Suzanne-Jean.
Compositeur, il était surtout l'un des virtuoses les plus célèbres de son temps. Il s'est souvent produit en soliste au Concert Spirituel. Cela lui a permis en 1750 d'acquérir la charge de lieutenant du Parc royal de Vincennes ainsi que la capitainerie de la Garenne royale.  Il put acquérir également une maison appelée "Le Chenil" avec une terre contiguë au parc. Il vécut alors en gentilhomme, s'adonnant au perfectionnement de la culture des pêches, domaine où il s'acquit une nouvelle célébrité.

## Œuvres
- op.1 Sonates à Violon seul avec la basse continue (1738)
- op.2 Sonates à Violon seul avec la basse continue (1742). La première sonate contient le « Menuet Cupis » fréquemment publié.
- op.3 Six Symphonia à quatre parties (vers 1745)

## Sa généalogie
I) Alexandre Cupis alias Camargo, lieutenant d'une compagnie de cuirassiers, testa le 8 avril 1617, épousa Elisabeth Lejeune, dame de la Baillerie. Dont:
a) Thierry de Cupis alias Camargo décédé le 21 janvier 1675, épousa Anne-Dorothée Le Gros: ils sont les ancêtres des Cupis de Camargo membres des Lignages de Bruxelles.
b) Jean de Cupis alias Camargo, qui suit sous II.
II) Jean de Cupis alias Camargo, décédé le 17 septembre 1658, épousa Anne d'Herville, fille de Louis et de Jeanne van Gindertaelen, dame d'Opperseel et d'Osselt.
III) Michel de Cupis alias Camargo, décédé en 1686, épousa Marie Douwe.
IV) Ferdinand-Joseph de Cupis alias Camargo, né le 29 février 1684, décédé le 19 mars 1757, épousa Marie-Anne de Smet, dont, parmi quatre enfants:
V a) Marie-Anne de Cupis de Camargo, née le 15 avril 1710 et décédé le 28 avril 1770, la célèbre danseuse.
V b) Jean-Baptiste de Cupis de Camargo, né le 23 novembre 1711, décédé en 1788, musicien, époux de Constance Dufour.